# 于尔根·厄尔克
于尔根·厄尔克（德語：Jürgen Oelke，1940年11月25日—），德国男子赛艇运动员。他曾代表德国联队参加1964年夏季奥林匹克运动会赛艇比赛，获得男子四人单桨有舵手金牌。